# 疾病细菌说
疾病细菌说是一種與疾病有關的科学理论，根據該理論，疾病是由细菌、原生生物、真菌、病毒、朊毒體、类病毒等微生物以及病原体引起。这些微生物會感染人类、其他动物和宿主。 环境和遗传因素會影响疾病的严重程度以及宿主在接触病原体时被感染的可能性。
疾病细菌说由吉罗拉莫·弗拉卡斯托罗于1546年提出，并由马库斯·安东尼乌斯·普伦西奇于1762年完善。然而这种理論在當時的欧洲並不受待見，當時大多數欧洲的科学家和医生仍然相信盖伦提出的瘴气致病理論。直到1890年代之後，疾病细菌说才成為主流。